# Вілла Мондрагоне

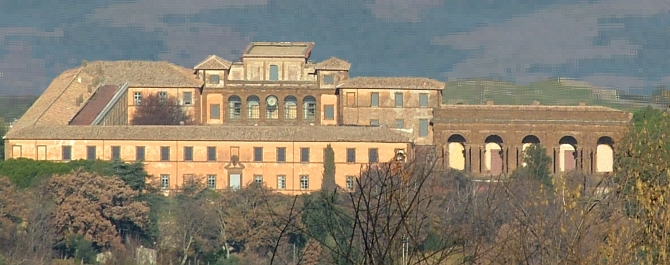
Вілла Мондрагоне, загальний вигляд.

41°48′33″ пн. ш. 12°41′49″ сх. д. / 41.80917° пн. ш. 12.69694° сх. д.
Вілла Мондрагоне(італ. Villa Mondragone) — заміський палац, створений в добу маньєризму для кардинала Альтемпса в містечку Фраскаті неподалік Риму.

## Вілла в 16 ст

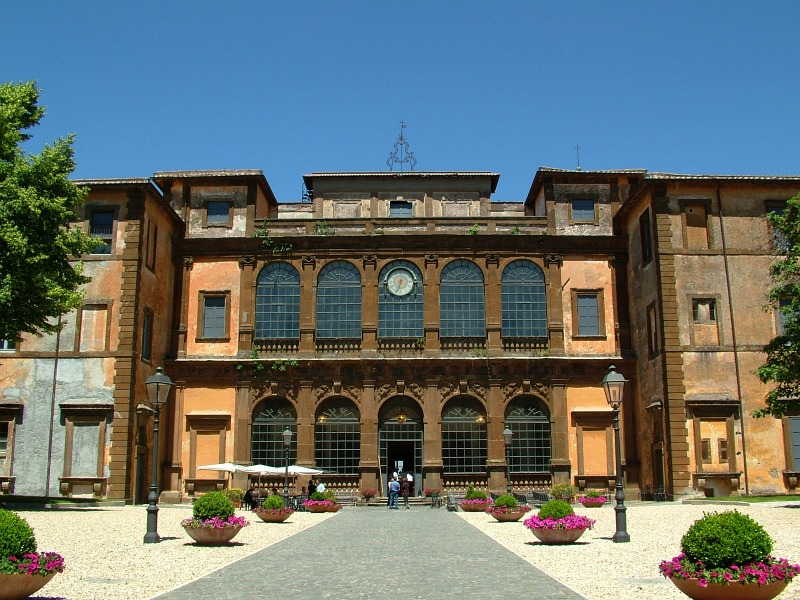
Фасад вілли з внутрішнього дворика.

Містечко обжили ще в добу Стародавнього Риму, на цьому місті колись був заміський будинок римської родини Квінтіліїв.
Місцевість сподобалась кардиналу Маркусу Альтемпсу. Проект заміського будинку для нього створив його архітектор Мартино Лонгі. Маркус Сіттікус фон Гогенемс був італійцем по матері Кьярі, чоловіком якої був німець. Князі-єпископи міста Зальцбург були його племінниками, а мати — сестрою папи римського Пія IV (Джованні Анжело Медичі).
Коли папа посів престол в Ватикані, Маркуса викликали в Рим. Він опановував військову кар'єру і не мав богословської освіти. Папі це було байдуже, бо Маркус був здібним дипломатом і з волі папи став кардиналом. Саме Маркус представляв інтереси папи на Триденському соборі. Німецьке прізвище Гогенемс Маркус замінив на італьянізоване Альтемпс. Серед почесних відвідувачів вілли був і новий папа Григорій ХІІІ Бонкомпаньї. В гербі роду Бонкомпаньї — зображення дракону. Аби виявити пошану папі Григорію ХІІІ, кардинал-володар наказав прикрасити споруду і фонтан драконами, а вілла на горі отримала назву Мондрагоне (мон — гора, драгон — дракон).

## Новий володар

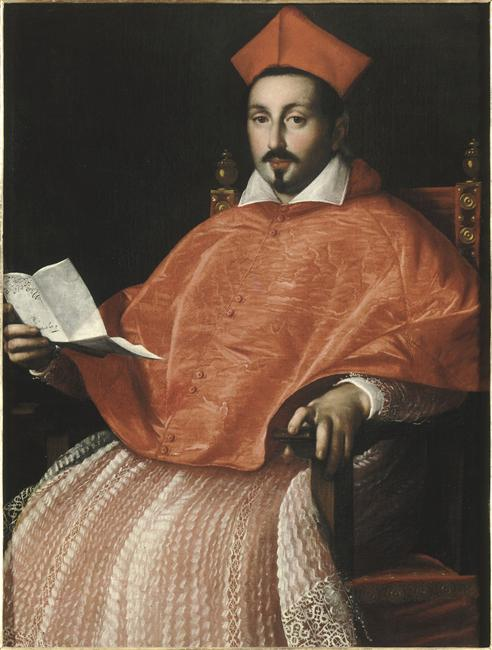
Оттавіо Леоні. Кардинал Шипіоне Боргезе.

1613 року вілла перейшла до нового володаря — ним був Шипіоне Боргезе, кардинал і голова уряду нового Папи Римського Павла V з родини Боргезе. Шипіоне був меценатом і колекціонером картин і давньоримських скульптур. Його збірки стануть пізніше підмурками галереї Боргезе. В його картинній галереї були твори Рафаеля Санті і самого Караваджо. Погруддя кардинала Шипіоне Боргезе створив пізніше Лоренцо Берніні. На відміну від
вілли Альдобрандіні, ця — не мала ні велетенських розмірів, ні значних архітектурних шедеврів. Уславилася лише колекція давноримських скульптур, перевезена сюди Шіпіоне Боргезе.

## Майно єзуїтів. Утаємничений рукопис
З 1866 року — вілла майно ордену Єзуїтів. Сюди перевезли бібліотеку, багату на рукописи, серед яких і утаємничений, шифрований рукопис чи то ботанічного, чи то алхімічного спрямування … Найпершим точно відомим власником рукопису на пергаменті був Георг Бареш (Georg Baresch), алхімік, що жив в Празі на початку XVII століття. Бареш, мабуть, був також спантеличений таємницею цієї книги з його бібліотеки. Дізнавшись, що Атанасіус Кірхер (Athanasius Kircher), відомий єзуїтський вчений з Римської Колегії (Collegio Romano), опублікував коптський словник і розшифрував (як тоді вважалося) єгипетські ієрогліфи, він скопіював частину рукопису і послав цей зразок Кірхеру до Риму (двічі), просячи допомогти розшифрувати його. Лист Бареша 1639 року Кірхеру, виявлений вже у наш час Рене Цандбергеном (Rene Zandbergen) — найперша відома згадка про Рукопис.
Залишилося нез'ясованим, чи відповів Кірхер на прохання Бареша, але відомо, що він хотів купити книгу, проте Бареш, ймовірно, відмовився її продати. Після смерті Бареша книга перейшла його другу — Іоганну Маркусу Марці (Johannes Marcus Marci), ректорові Празького університету. Марці імовірно відіслав її Кірхеру, своєму давньому другу. Його супровідний лист 1666 року досі прикріплено до Рукопису. Серед іншого, в листі стверджується, що її спочатку купив за 600 дукатів імператор Священної Римської імперії Рудольф II, який вважав книгу за твір Роджера Бекона.
Подальші 200 років долі Рукопису невідомі, але найімовірніше, що він зберігався разом з рештою листування Кірхера в бібліотеці Римської колегії (нині Григоріанський університет). Книга, ймовірно, там і залишалася, поки війська Віктора Еммануїла II не захопили місто в 1870 році і не приєднали Папську державу до Італійського королівства. Нові італійська влада вирішила конфіскувати у церкви велику кількість майна, у тому числі і бібліотеку. Згідно з дослідженнями Ксавьера Чеккальді (Xavier Ceccaldi) й інших, перед цим безліч книг з університетської бібліотеки були спішно перенесені в бібліотеки співробітників університету, майно яких не конфісковувалося. Листування Кірхера було серед цих книг, а також, очевидно, там був «рукопис Войнича», оскільки досі книга несе на собі екслібрис Петруса Бекса (Petrus Beckx), у той час голови єзуїтського ордену і ректора університету.
Бібліотека Бекса була перенесена на віллу Мондрагоне у Фраскаті (villa Borghese di Mondragone а Frascati) — великий палац поблизу Рима, придбаний спілкою єзуїтів в 1866.
У 1912 році Римська колегія потребувала засобів і вирішила в суворій таємниці продати частину своєї власності. Вілфрід Войнич придбав 30 рукописів, серед іншого і той, який зараз пов'язується з його ім'ям. Після придбання книги Войнич розіслав її копії декільком фахівцям для розшифровки. У 1961 році, після смерті Войнича, книга була продана його вдовою Етель Ліліан Войнич (автором «Овода») іншому книгопродавцеві Хенсу Краусу (Hanse P. Kraus). Не знайшовши покупця, в 1969 році Краус подарував манускрипт Єльському університету.
Вілла Мондрагоне не є публічною і не має доступу для туристів. Як відділення навчального закладу використовується для наукових конференцій.
В січні 2018 року канадські вчені з Альбертського університету заявили про розшифрування фрагменту тексту на початку рукопису. За допомогою штучного інтелекту дослідники встановили, що мовою манускрипту є іврит. При цьому він зашифрований: голосні були пропущені, а порядок букв у словах змінений. Отримані результати говорять, що перше речення документа перекладається як «Вона дала рекомендації священику, главі дому, мені, і людям». Також у перекладеному фрагменті зустрічаються поняття, які можуть відповідати словам «світло», «вогонь», «повітря» і «фермер».